# Toryové
Toryové byli politickou stranou v Anglii a později Velké Británii, jejíž základy vznikly v 17. století a jež je známa svou opozicí vůči whigům. Vyvinula se z ní dnešní britská Konzervativní strana, jíž se někdy také přezdívá „toryové“.

## Historie
První toryové se objevili roku 1678, kdy se postavili proti whigům, kteří podporovali zákon (Exclusion Bill), který vylučoval z následnictví na trůn jeho právoplatného dědice a pozdějšího krále Jakuba, vévodu z Yorku. Tato skupina politiků se seskupila do politické frakce v 60. letech 18. století. O několik desetiletí později vznikla politická strana toryů a v letech 1783 až 1830 byla vládní stranou s premiéry Williamem Pittem mladším a později Robertem Jenkinsonem.
Po Jenkinsonovi nastoupil Arthur Wellesley, který mimo jiné prosazoval emancipaci katolíků. Poté, co se k vládě dostali whigové, zrušili výsady původních městských obvodů, jejichž zastoupení v parlamentu neodpovídalo počtu obyvatel a jež byly ovládané toryi. V následujících volbách byli toryové poraženi. Robert Peel, nastoupivší premiér ze strany toryů, vydal Tamworthský manifest, ve kterém definoval základní principy konzervativní politiky. Tento dokument snížil podporu toryů a vedl k rozštěpení strany. Jedna z frakcí vedená Edwardem Smith-Stanleym a Benjaminem Disraelim se později stala základem Konzervativní strany.

## Jazyková poznámka
Anglické Tory, Tories se česky řekne tory (gen. toryho, nom. pl. toryové) nebo toryovec, adjektiva jsou toryjský, toryovský, a torystický. Internetová jazyková příručka uvádí i plurál torry. Označení příslušníků hnutí (včetně politických stran) se česky píší malým písmenem (tory, whig).